# Marc Monzó i Torrents
Marc Monzó i Torrents (Barcelona, 16 de juliol del 1973), joier i orfebre. És una de les figures més representatives de la joieria contemporània catalana. El 1992 cursà estudis de joieria a l'Escola Massana i ben aviat començà a guanyar reconeixement internacional, com ho proven les seves freqüents exposicions a galeries i Museus. El 2006 va ser guardonat amb el Premi al Disseny del Col·legi de Joiers de Catalunya.
Des de la infantesa se sentí atret per allò minúscul i per petits objectes de cultura popular catalana que col·leccionava el seu avi. Va començar a estudiar joieria fascinat per aquesta escala i el 1992 es va matricular a l'Escola Massana on es graduà en Joieria. Des de la seva època d'estudiant, no se sent identificat amb la joieria narrativa i s'interessà pel disseny intrínsec dels objectes. Trobà els seus primers referents en alguns joiers catalans en actiu entre els anys 1930 i 1970, l'obra dels quals apostava per un llenguatge estètic i una clara intenció sintètica. Durant l'etapa de formació, Monzó manifestà un gran interès a conèixer les tècniques tradicionals de joieria i les possibilitats dels materials. A Monzó li atreia més el procés de projectació i construcció d'una joia que l'objecte resultant de l'activitat. El 1996, Monzó assisteix a les exposicions de dos joiers que li canviaran la percepció de l'ofici. És en la descoberta de les obres de Karl Fritsch i de Ruudt Peters quan Monzó observa la joieria com un camp per a l'expressió personal. Convençut que la joieria s'ha de fer des de la tradició i l'ofici, Monzó emprèn la recerca d'un estil propi caracteritzat per una sobrietat formal propera al minimalisme, per la precisió, el gust per les formes geomètriques i la reflexió sobre la forma i funció dels objectes quotidians.
L'obra de Marc Monzó es ven arreu del món i forma part de les col·leccions de Museus com el Museu del Disseny de Barcelona, el Coda Museum d'Apeldoorn, l'Stedelijk Museum de Hertogenbosch, la Françoise van den Bosch Foundation d'Amstelveen (Països Baixos) i la National Gallery of Australia (Canberra). Ha exposat en galeries i museus d'arreu del món, entre els quals destaquen:CaixaForum (Barcelona), Museum Of Decorative Arts (Nova York), Danish Museum Of Art & Design (Copenhaguen), Stedelijk Museum de Hertogenbosch, Stedelijk Museum d'Amsterdam, Museum of Modern Art d'Arnhem, Centro Cultural de Belém (Lisboa), Design Museum de Londres.
Així mateix, les joies de Monzó han estat exposades a l'Estonian Museum of Applied Arts and Design de Tallinn, al Museum Of Coins And Medals de Kremnica, a la National Gallery of Victoria de Melbourne i al Beijing World Art Museum and Academy de Pequín.